# Psalidopus
Psalidopus is een geslacht van kreeftachtigen uit de klasse van de Malacostraca (hogere kreeftachtigen).

## Soorten
- Psalidopus barbouri Chace, 1939
- Psalidopus huxleyi Wood-Mason [in Wood-Mason & Alcock, 1892]
- Psalidopus tosaensis Toriyama & Horikawa, 1993